# Andrea Schomburg

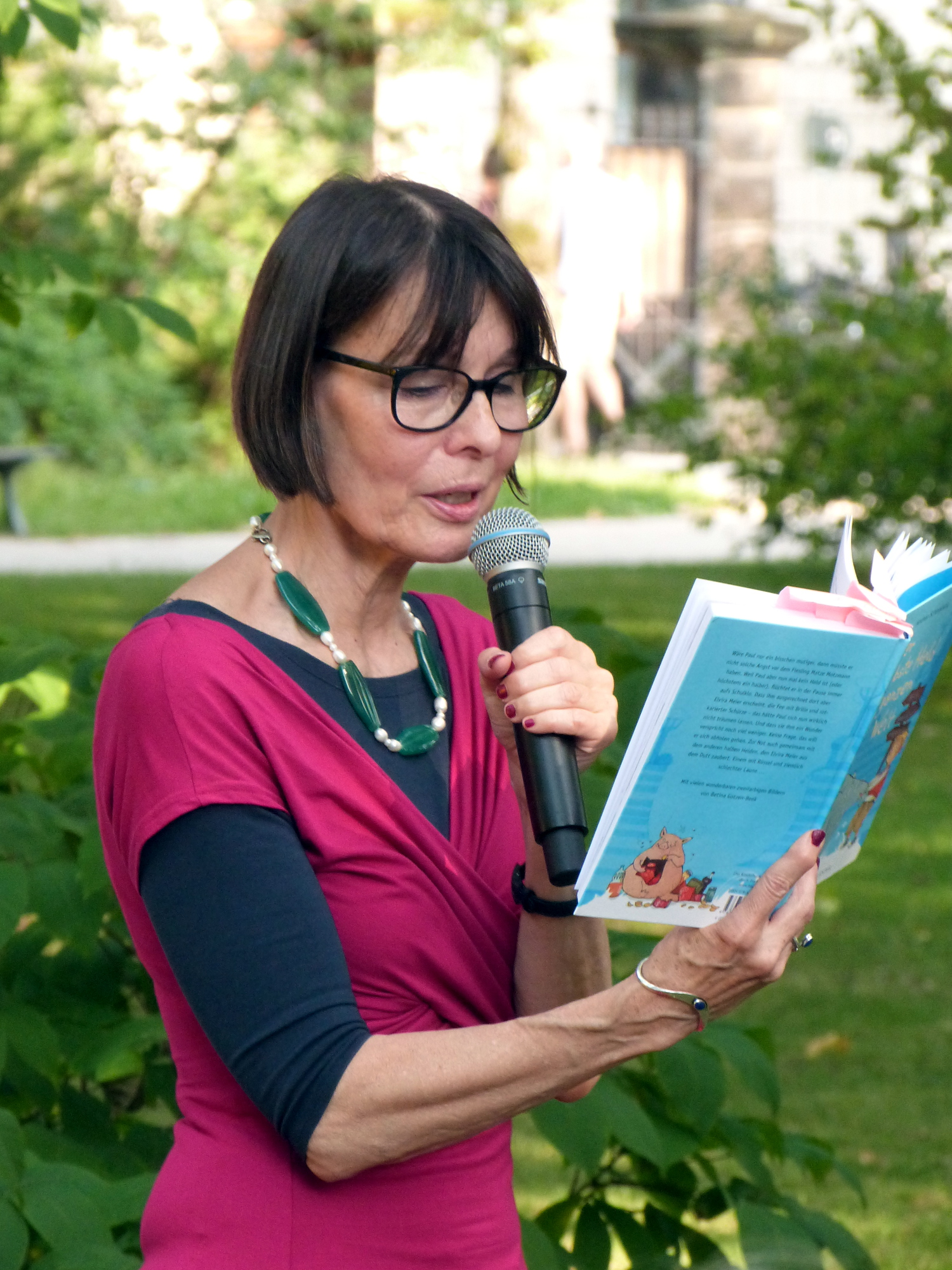
Andrea Schomburg beim Erlanger Poetenfest (2017)

Andrea Schomburg (geboren 1955 in Kairo) ist eine deutsche Lyrikerin, Kabarettistin und Autorin.

## Leben
Andrea Schomburg wuchs im Rheinland auf. Nach dem Studium der Anglistik und Romanistik an den Universitäten von Köln und Aachen arbeitete sie zunächst als Gymnasiallehrerin.
Als Kabarettistin mit eigenem Programm trat Schomburg 2003 zum ersten Mal auf. Ihr erster Lyrikband erschien 2007. Seit 2012 hat sie Lehraufträge für Lyrik und Theatertechniken an der Universität Lüneburg. 2014 veröffentlichte sie ihr erstes Kinderbuch. Sie schreibt für Erwachsene und Kinder.
Schomburg ist Gründungsmitglied des Hamburger Kinder- und Jugendbuchnetzwerks Elbautoren.
Sie lebt in Berlin und Hamburg. Der Filmregisseur, Drehbuchautor und Schriftsteller Jan Schomburg ist ihr Sohn.

## Werke (Auswahl)
- Der Biber mag den Otter lieber; Reimgeschichten übers Anderssein. Frankfurt: Rotfuchs, Fischer Sauerländer 2025, ISBN 978-3-7571-0207-4
- Ritter Ronald und die Kleider. Berlin: Tulipan Verlag, 2024, ISBN 978-3-86429-645-1
- Geister gibt es nicht oder Meine total verrückte Reise mit Sir Parzival von Schreckenfels Hamburg: Rotfuchs, Rowohlt, 2023, ISBN 978-3-499-00972-3
- In einem fremden Land, das noch ganz unbekannt. Berlin: Tulipan Verlag, 2022, ISBN 978-3-86429-557-7
- Mattwoch, der 35. Miau. Frankfurt, Fischer Sauerländer, 2022, ISBN 978-3-7373-5771-5
- Ein Kragenbär mit rotem Kragen, der bloggte über Modefragen. München: Pattloch Verlag, 2022, ISBN 3-629-00485-7
- Der geheime Ursprung der Redensarten. Köln: Dumont Verlag, 2021, ISBN 978-3-8321-9997-5
- Die Spur zum 9. Tag. Hamburg: Hummelburg Verlag, 2021, ISBN 3-7478-0036-X
- Ab hier kenn ich mich aus. Berlin: Tulipan Verlag 2021, ISBN 978-3-86429-519-5
- Monster mögen Marmelade. Berlin: Tulipan Verlag, 2020, ISBN 978-3-86429-494-5
- Winkel, Wankel, Weihnachtswichte! 24 Reimgeschichten. Hamburg: Hummelburg Verlag, 2020, ISBN 978-3-7478-0023-2
- Der geheime Ursprung der Wörter. Köln: Dumont Verlag, 2020, ISBN 978-3-8321-9966-1
- So ein verflixtes Erbe. Hamburg: Hummelburg Verlag, 2020, ISBN 978-3-7478-0013-3
- Die besten Tantenretter der Welt. Hamburg: Hummelburg Verlag, 2019, ISBN 978-3-7478-0007-2
- Herzensbruder Bruderherz. München: Tulipan Verlag, 2019, ISBN 978-3-86429-418-1
- Das Geheimnis der gelben Tapete. München: Tulipan Verlag, 2018, ISBN 978-3-86429-382-5
- Der halbste Held der ganzen Welt, mit Illustrationen von Betina Gotzen-Beek. Frankfurt am Main: Fischer Sauerländer, 2017, ISBN 978-3-7373-5359-5.
- Lisa und das Fluff. München: Tulipan Verlag, 2017, ISBN 978-3-86429-336-8
- Eichhorn und Vogel probieren es mal, mit Barbara Röttgen. Gießen: Brunnen, 2016, ISBN 978-3-7655-6988-3
- Neu in der Familie: Chamäleon Ottilie. Frankfurt am Main: Sauerländer, 2016, ISBN 978-3-7373-5455-4
- Professor Murkes streng geheimes Lexikon der ausgestorbenen Tiere, die es nie gab. München: Tulipan Verlag, 2016, ISBN 978-3-86429-270-5
- Wilde Typen. München: Tulipan Verlag, 2016, ISBN 978-3-86429-313-9
- Der Mondfisch in der Waschanlage, mit Illustrationen von Dorothee Mahnkopf. München: Tulipan Verlag, 2015, ISBN 978-3-86429-216-3
- Das karierte Hutgespenst. Frankfurt am Main: Fischer Sauerländer, 2015, ISBN 978-3-7373-5195-9
- Es war einmal ein Marabu, dem flogen alle Herzen zu. Münster: Coppenrath, 2010, ISBN 978-3-8157-5436-8
- Es war einmal ein Wunderhuhn, das konnte große Wunder tun. Münster: Coppenrath, 2009, ISBN 978-3-8157-9782-2
- Alles halb so wild. München: Pattloch, 2008, ISBN 978-3-629-10262-1
- Ich denk an dich stündlich! München: Pattloch, 2007, ISBN 978-3-629-10219-5